# Колупаев, Илларион Емельянович
Илларион Емельянович Колупаев (1901, село Сухой Донец Богучарского уезда Воронежской губернии, теперь Воронежская область, Российская Федерация — 1979, город Кировоград) — советский партийный деятель, 2-й секретарь Кировоградского обкома КП(б)У, полковой комиссар.

## Биография
Родился в семье крестьянина. В январе 1913 — июне 1920 г.  — крестьянин в хозяйстве отца в селе Сухой Донец Богучарского уезда Воронежской губернии.
В июне 1920 — марте 1924 г.  — красноармеец эскадрона связи 14-й Майкопской кавалерийской дивизии РККА.
В марте — сентябре 1924 г.  — крестьянин в селе Сухой Донец Богучарського уезда. В сентябре 1924 — сентябре 1925 г.  — секретарь сельского совета на хуторе Криничный Воронежской губернии.
Член РКП(б) с мая 1925 года.
В сентябре 1925 — август 1926 г.  — заведующий избы-читальни, в августе — декабре 1926 г.  — заведующий финансовой части Криушского волостного исполкома, в декабре 1926 — октябре 1927 г.  — заведующий Криушской районной библиотеки Воронежской губернии, секретарь волостного ячейки ВКП(б).
В октябре 1927 — июне 1929 г.  — ученик Воронежской советской партийной школы 2-й ступени. В июне 1929 — апреле 1931 г.  — заведующий отделом культурно-просветительской работы Будённовского районного комитета ВКП(б) Острогожского округа.
В апреле 1931 — августе 1933 г.  — студент Коммунистического университета имени Свердлова в Москве.
В июле 1933 — июле 1934 г.  — заместитель начальника политического отдела по партийно-массовой работы Ачалуцкого зерносовхоза Ачалуцього района Ингушской автономной области. В июле 1934 — марте 1938 г.  — начальник политического отдела зерносовхоза в селе Блюменфельд Одесской (затем — Николаевской) области.
В марте 1938 — январе 1939 г.  — 1-й секретарь Кировского городского комитета КП(б)У Николаевской области.
В январе — марте 1939 г.  — 2-й секретарь Организационного бюро ЦК КП(б)У по Кировоградской области. В марте 1939 — августе 1941 г.  — 2-й секретарь Кировоградского областного комитета КП(б)У.
С августа 1941 г.  — в Красной армии, участник Великой Отечественной войны. В августе 1941 — апреле 1942 г.  — инструктор политического отдела полевого строительного управления № 40 5-й саперной армии. В апреле — июле 1942 г.  — член оперативной группы политического совета Юго-Западного фронта. В июле — ноябре 1942 г.  — член Военного совета 18-й армии Черноморской группы. В ноябре 1942 — октябре 1943 г.  — член Военного совета 1-й гвардейской армии Юго-Западного фронта.
В октябре 1943 — июле 1947 г.  — 2-й секретарь Кировоградского областного комитета КП(б)У.
В июле 1947 — марте 1950 г.  — председатель Совета по делам колхозов при Совете Министров СССР по Николаевской области.
В марте 1950 — марте 1954 г.  — заведующий профкабинета Кировоградского областного совета профессиональных союзов. В марте 1954 — феврале 1960 г.  — секретарь Кировоградского областного совета профессиональных союзов.
С февраля 1960 года — персональный пенсионер в городе Кировограде, где и умер в декабре 1979 года.

## Награды
- орден Красной Звезды (21.04.1943)
- ордена
- медали